# أرنولد إل. بيوركلاند
أرنولد إل. بيوركلاند (بالإنجليزية: Arnold L. Bjorklund)‏ هو عسكري أمريكي، ولد في 14 أبريل 1918 في كلينتون في الولايات المتحدة، وتوفي في 28 نوفمبر 1979.